# 신부의 아버지 (2022년 영화)
"신부의 아버지"(영어: Father of the Bride)는 2022년 공개된 미국의 로맨틱 코미디 영화이다. 가리 알라스라키가 감독을 맡았으며, 에드워드 스트리터의 동명 소설을 영상화한 세 번째 작품이다. 1950년작과 1991년작과 달리, 쿠바계 가정 설정이다.